# ترسا بوجیش-کژیژانوفسکا
تِـرِسا بوجیش-کژیژانوفسکا (لهستانی: Teresa Budzisz-Krzyżanowska؛ زادهٔ ۱۷ سپتامبر ۱۹۴۲) بازیگر اهل لهستان است.
از فیلم‌ها یا برنامه‌های تلویزیونی که وی در آن نقش داشته است، می‌توان به خبرچینان، مرگ همچون یک تکه نان، با گذشتِ روزها، از پسِ سال‌ها…، کورچاک و سه رنگ: سفید اشاره کرد.

## جوایز و افتخارات
- ۲۰۰۵ - نشان زرین شایستگی در فرهنگ - گلوریا آرتیس
- ۲۰۱۴ - ویلکی اسپلندور (جایزه تئاتر رادیویی لهستان)[۲]